# Municipio de Spring Creek (condado de Warren)
El municipio de Spring Creek (en inglés: Spring Creek Township) es un municipio ubicado en el condado de Warren en el estado estadounidense de Pensilvania. En el año 2000 tenía una población de 872 habitantes y una densidad poblacional de 7 personas por km².

## Geografía
El municipio de Spring Creek se encuentra ubicado en las coordenadas 41°50′00″N 79°32′59″O / 41.83333, -79.54972.

## Demografía
Según la Oficina del Censo en 2000 los ingresos medios por hogar en la localidad eran de $39,615 y los ingresos medios por familia eran $46,071. Los hombres tenían unos ingresos medios de $35,833 frente a los $22,500 para las mujeres. La renta per cápita para la localidad era de $18,422. Alrededor del 7,8% de la población estaban por debajo del umbral de pobreza.